# Casa de Michael Majerus
La casa de Michael Majerus es una casa histórica en la ciudad de St. Cloud, situada en el estado de Minnesota (Estados Unidos). Fue construida en 1891 e incluida en el Registro Nacional de Lugares Históricos en 1978 por su importancia arquitectónica en el ámbito local. Fue nominada por su estatus como la mejor casa de St. Cloud en estilo Segundo Imperio.

## Descripción
La casa de Michael Majerus es un edificio de ladrillo de tres pisos en un terreno prominente en una esquina al sur del centro de St. Cloud. Tiene una planta aproximadamente rectangular, con cimientos de granito. La característica dominante es una torre de cinco pisos que se eleva sobre la puerta de entrada. Las paredes son de ladrillo rojo prensado con alféizares de granito liso. Los adornos de piedra adornan las paredes del primer y segundo piso, formando corredores y campanas de ventanas arqueadas talladas con intrincados rosetones, pergaminos y caras de querubines. Elaborados aleros sostienen el techo abuhardillado, que subsume el tercer piso.
Una pequeña escalera conduce a las puertas dobles de la entrada principal, en la esquina suroeste del edificio orientado al oeste. Directamente encima de la entrada hay un balcón de hierro forjado en el segundo piso. Un saliente de buhardilla del techo abuhardillado remata el balcón, decorado con un pequeño frontón y una ventana circular. Una habitación de torre cuadrada se eleva por encima de la línea del techo. Tiene dos ventanas de arco de medio punto en cada dirección, con pequeños paneles debajo. Los soportes aserrados por desplazamiento definen el quinto piso de la torre, que consta de un techo piramidal con buhardillas redondas rematadas por pequeños remates.
Al sureste de la residencia principal hay un garaje independiente que originalmente sirvió como cochera, con dos pisos y un pajar.

## Historia
La Casa Michael Majerus fue construida en 1891 como segunda residencia para su propietario. El arquitecto fue Theodore Kevenhoerster y el proyecto costó menos de 5 000 dólares de entonces (unos 142 278 con la inflaciòn ajustada). No está claro por qué Majerus eligió la arquitectura Segundo Imperio, que llevaba pasada de moda durante más de una década y que estaba fuertemente asociada con los años inmediatamente posteriores a la Guerra de Secesión. Las opciones más populares para 1891 habrían sido el reina Ana o el románico richardsoniano. El historiador Charles Nelson especula que el estilo Segundo Imperio tenía una asociación romántica para muchos de los inmigrantes alemanes residentes en Minnesota, de los cuales uno era Majerus, ya que todavía se usó a lo largo de los años 1880 y 1890 en muchas fábricas y cervecerías propiedad de alemanes estadounidenses.
La casa recibió grandes esfuerzos de preservación en la década de 1970 luego de que un nuevo propietario la comprara en 1971. En 2015, los últimos propietarios (solo el quinto de la casa) recibieron un premio de preservación del patrimonio local por sus propios trabajos de restauración. El exterior de la casa prácticamente no ha cambiado desde su apariencia hace 130 años.